# محمد حسینی (نماینده تفرش)
محمد حسینی نمایندهٔ دورهٔ دهم از حوزهٔ انتخابیهٔ تفرش و آشتیان و فراهان در استان مرکزی بود. وی با کسب ۱۳٬۰۴۲ رای از مجموع ۴۸٬۴۶۳ رای معادل ۲۶٫۹۱٪ درصد آرا به مجلس راه پیدا کرد.

## سوابق
- کارشناسی مدیریت صنعتی و کارشناسی ارشد مدیریت دولتی
- مدیرکل برنامه‌ریزی دیوان محاسبات کشور
- حسابرس دیوان محاسبات استان مرکزی (سازمان امور و اقتصاد و دارایی، اداره کل راه و ترابری، مسکن و شهرسازی، نوسازی مدارس، بهزیستی، استاندارد، ثبت احوال، ثبت اسناد، جهاد کشاورزی، دامپزشکی، منابع طبیعی و ...)
- سرپرست هیئت حسابرسی (دیوان محاسبات استان تهران) استانداری، مسکن و شهرسازی، شرکتهای آب منطقه‌ای، برق منطقه‌ای، پالایش نفت تهران، گاز استان تهران، شهرکهای صنعتی استان تهران، شهرهای جدید پرند – اندیشه – هشتگرد و پردیس، مترو تهران، مخابرات استان تهران
- عضو ستاد تفریغ بودجه استان تهران
- مدیر کل دیوان محاسبات استان چهارمحال و بختیاری
- مدیر کل دیوان محاسبات استان قزوین
- مدیرکل رسیدگی به امور حسابرسی شرکتها
- سرپرست اداره کل بررسیهای فنی شرکتها
- عضو کمیته فنی تفریغ بودجه کل کشور و شرکت در هیئت‌های عمومی دیوان محاسبات کشور
- مدیر کل برنامه‌ریزی دیوان محاسبات کشور
- عضو ستاد فنی – حقوقی دیوان محاسبات کشور
- دبیر کارگروه وجوه واریزی و سیاستهای پیشگیرانه
- نماینده دیوان در کارگروه‌های مشترک سازمان حسابرسی (حسابرسی عملکرد، فنی – حقوقی، هم پیشگان، قانون حداکثر استفاده از توان فنی)
- عضو شورای تدوین استانداردها و دستورالعمل‌های حسابرسی
- عضو کمیته اجرایی حسابرسی عملکرد
- مسئول کمیته کنترل و کیفیت کار حسابرسی
- دبیر تدوین برنامه راهبردی و برنامه پنج ساله دیوان محاسبات کشور
- نماینده دیوان محاسبات در کمیسیون تلفیق بودجه کشور
- نماینده دیوان محاسبات و شرکت در جلسات کمیسیون‌های برنامه و بودجه محاسبات، اقتصادی، انرژی، اصل ۴۴، اصل تودام
- دبیر و عضو کمیته‌های تخصصی بانکها، مالیات، انرژی، صنایع و بازرگانی، نیرو و کشاورزی، اصل ۴۴، هدفمند کردن یارانه‌ها
- عضو انجمن حسابداری ایران[۲]